# IJsbrand Godske

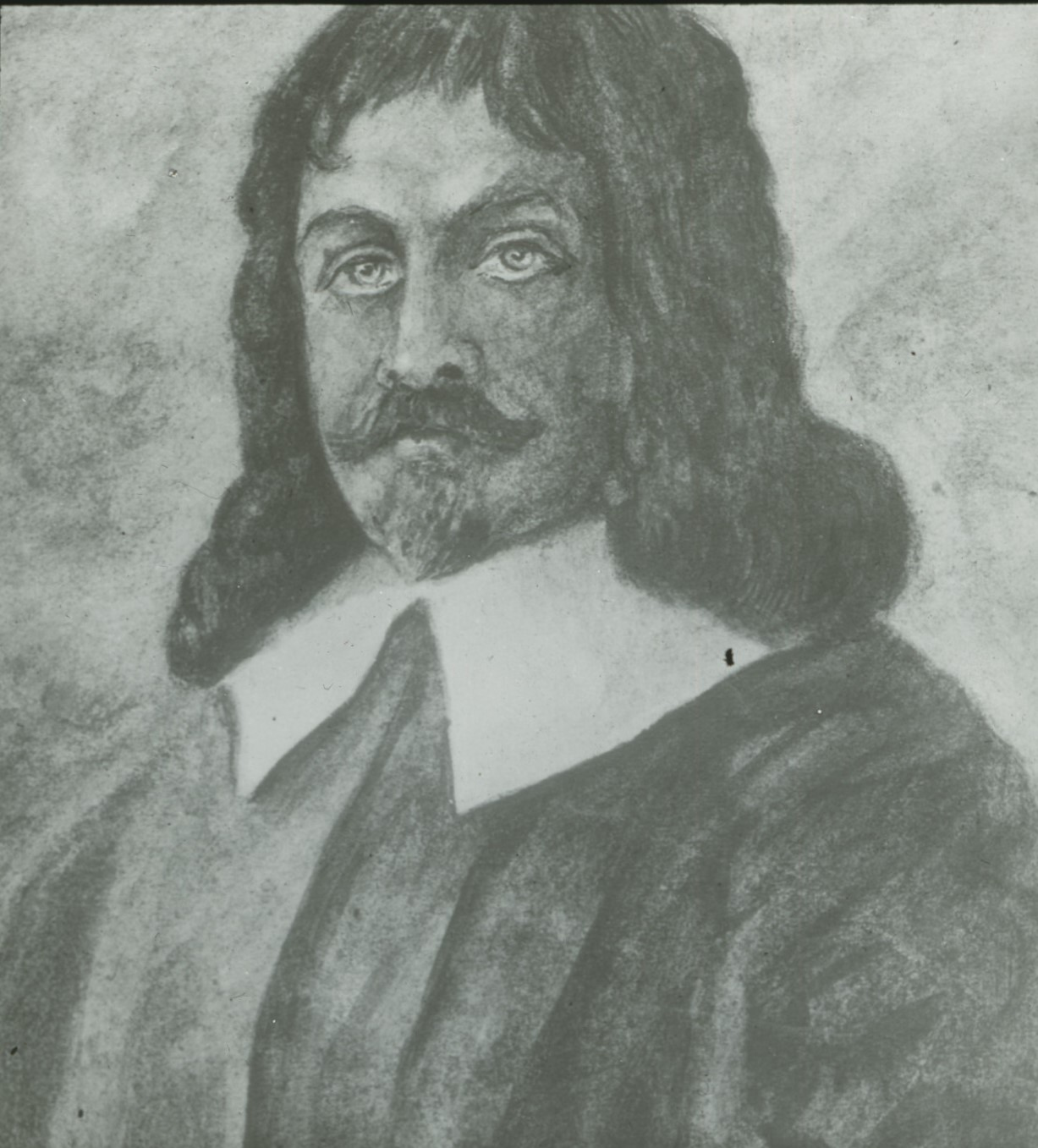
IJsbrand Godske

IJsbrand Godske (Den Haag, ca.1626 – Den Haag, 29 september 1691) was een koopman in dienst van de VOC. Hij was van 1656 tot 1661 commandeur van Galle, van 1665 tot 1667 commandeur van Malabar, van 1667 tot 1670 directeur in Perzië en van 1672 tot 1676 gouverneur van de Kaap de Goede Hoop.

## Commandeur van Galle

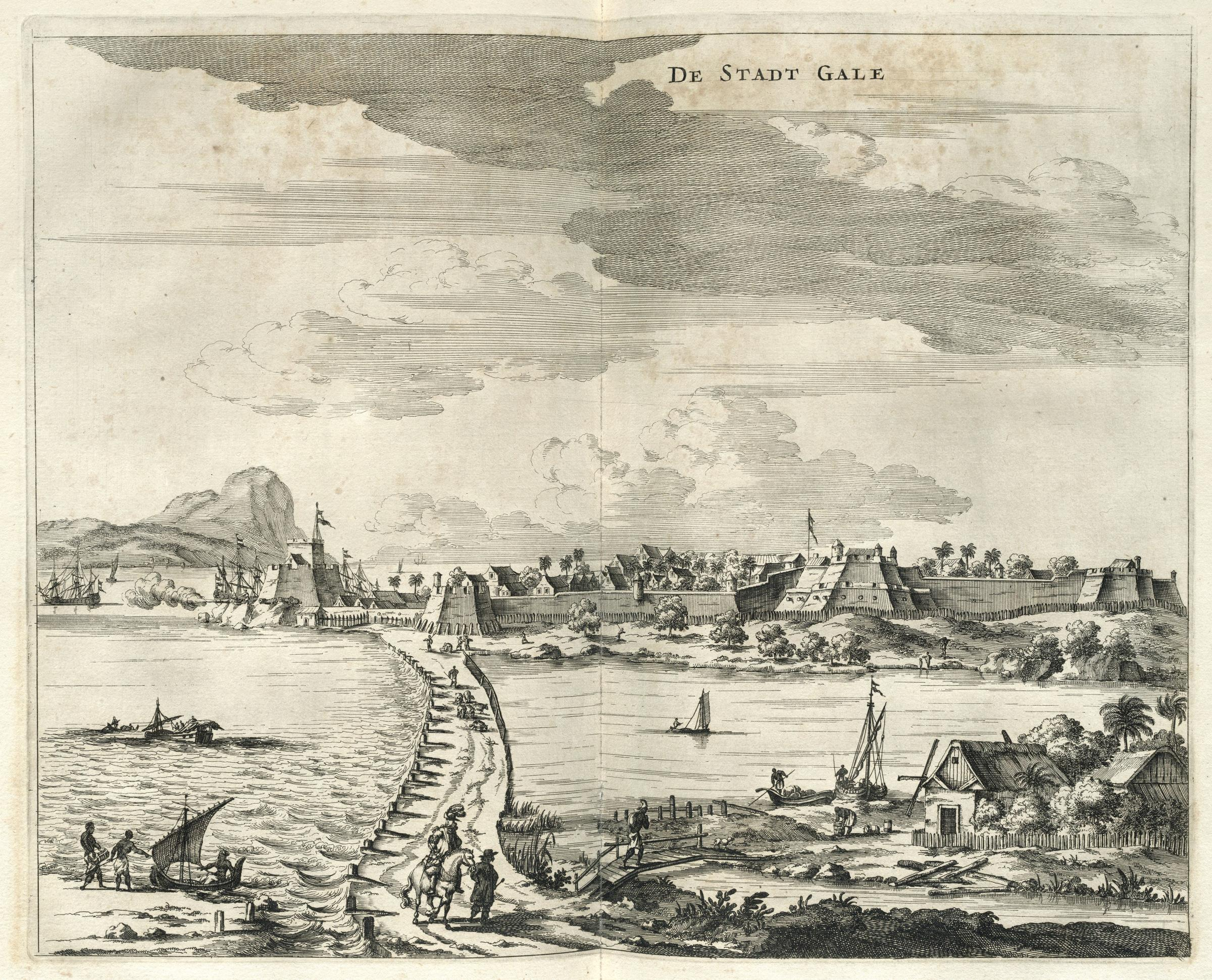
Fort Galle

In november 1654 was Godske in Ceylon, waar hij vanuit Galle, als 'dapper ende wakker man, zoo wel met het rapier als de penne' als gezant werd afgevaardigd naar Kandy om met 'den Keyzer Raja Singa' besprekingen te voeren. Het koninkrijk Kandy lag in het binnenland, en was een bondgenoot van de VOC tegen de Portugezen. In maart kwam Godske terug met twee Kandiaanse gezanten en een 'minnelycken brieff' van de koning, die zei met een groot leger uit de bergen te zullen komen om te helpen bij het beleg van het Portugese fort in Colombo. In september 1655 arriveerde een legermacht uit Batavia onder Gerard Hulft voor dit doel. Als eerste werd het fort van Kalutara veroverd, iets ten zuiden van Colombo. Godske werd hier als bevelhebber aangesteld. In november volgde een bestorming van Colombo, die mislukte. In maart 1656 maakte Godske deel uit van de missie naar Kandy van Hulft om het beleg van Colombo te bespreken. Vlak na terugkomst sneuvelde Hulft onder de muren van het fort. In april ging Godske nog een keer naar Kandy voor besprekingen. Pas in mei 1656 werd het fort veroverd, zonder veel hulp van de Kandianen. Het hoofdkwartier van de Compagnie werd daarna van Galle verplaatst naar Colombo, waar Adriaan van der Meijden gouverneur werd. Godske werd toen commandeur van Galle als opvolger van Van der Meijden.
Godske zou vijf jaar als commandeur in Galle blijven, tot september 1660, toen hij om repatriëring verzocht. Fort Galle bleef ondanks het verlies van de status als hoofdkantoor toch belangrijk dankzij een natuurlijke haven en het achterland, waar de beste kaneel van het eiland groeide. Hiermee maakte de VOC veel winst in Europa. Galle was bezig uit te groeien tot de stapelplaats voor de handel van de VOC op Zuid-India en Bengalen.
In 1658 werden door Rijcklof van Goens de Portugezen ook van het noordelijke deel van Ceylon verjaagd. Om te voorkomen dat ze het eiland terug konden veroveren moesten ze ook van de Malabarkust van India (het huidige Kerala) worden verdreven. Bovendien zou dat de mogelijkheid scheppen om in combinatie met Sumatra een monopolie op de peperhandel te realiseren. Eind 1661 werden Quilon en Cranganore veroverd. Godske, in wie Van Goens veel vertrouwen had, werd naar de samorijn van Calicut gezonden om te onderhandelen over een bondgenootschap. Begin 1662 nam hij als vice-admiraal deel aan de vloot van Van Goens die Cochin probeerde te veroveren. Van Goens was admiraal-generaal, Adriaan Roothaes admiraal. De Portugezen bleken echter door de Engelsen gewaarschuwd te zijn en hadden aanzienlijke versterkingen ontvangen vanuit Goa. Het lukte niet de verovering te voltooien voordat de zuidwestelijke moesson te gevaarlijk werd voor de schepen, zodat het beleg moest worden afgebroken. Garnizoenen werden achter gelaten in Quilon en Cranganore.

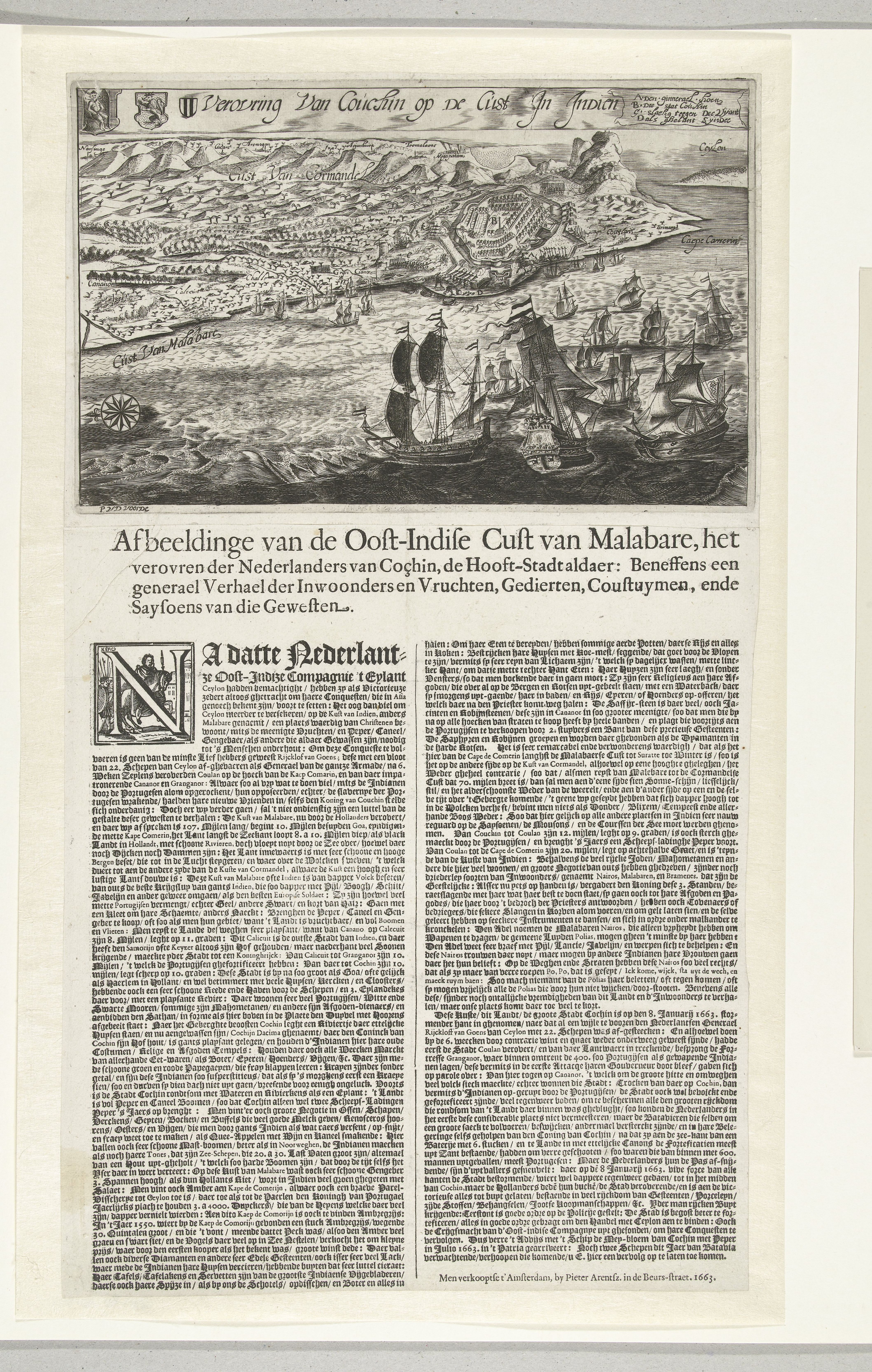
Verovering van Cochin in 1663.

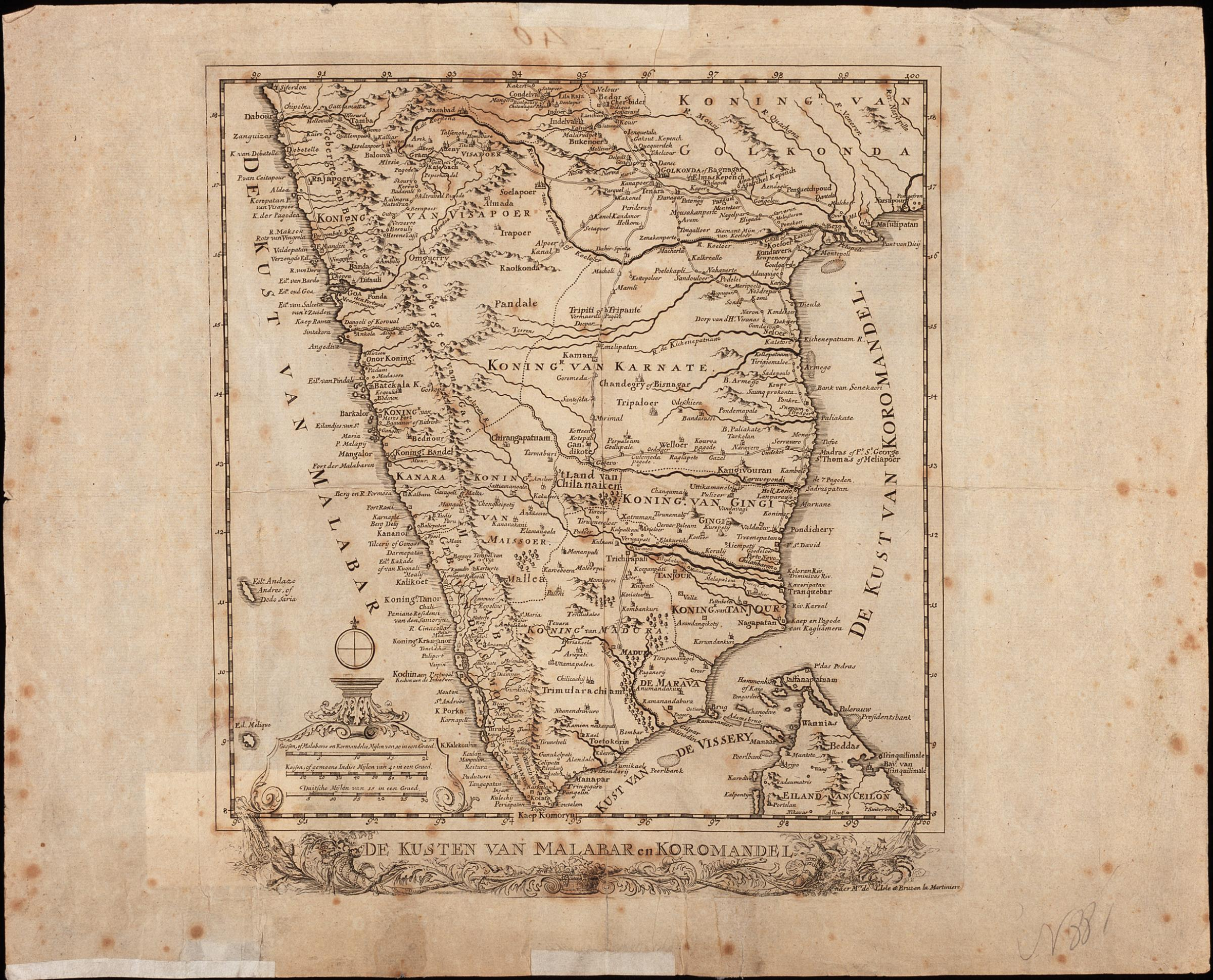
De kust van Malabar, Coromandel en Ceylon.

In oktober moest een nieuwe vloot uit Batavia van 13 schepen onder Jacob Hustaert, die de ziek geworden Van Goens verving, een tweede poging doen. Godske was vanuit Ceylon vooruit gezonden met drie schepen en 300 man om weer de steun van de samorijn en andere vorsten te verzekeren, onder meer met de nodige geschenken. Bij aankomst van de vloot landde Godske vanuit Cranganore troepen op het eiland Vypin ten noorden van fort Cochin en bouwde er een klein fort van hout en aarde om Portugese schepen onder vuur te kunnen nemen. Op 28 oktober landde Hustaert met 1600 man iets ten zuiden van het fort. Met ook de weer herstelde Van Goens met manschappen uit Ceylon in aantocht verliet Godske de vloot op 3 november om met de fluit Nieuwpoort naar Batavia te gaan. Hij wilde zijn repatriëring niet langer uitstellen en het vertrek van de retourvloot niet missen. Bij Quilon ontmoette hij nog Van Goens, die hem niet kon overhalen te blijven, maar hem toen alsnog warme aanbevelingsbrieven meegaf voor de Heren XVII. Cochin werd begin januari 1663 veroverd. Godske werd in Galle opgevolgd door Adriaan Roothaes.

## Commandeur van Malabar

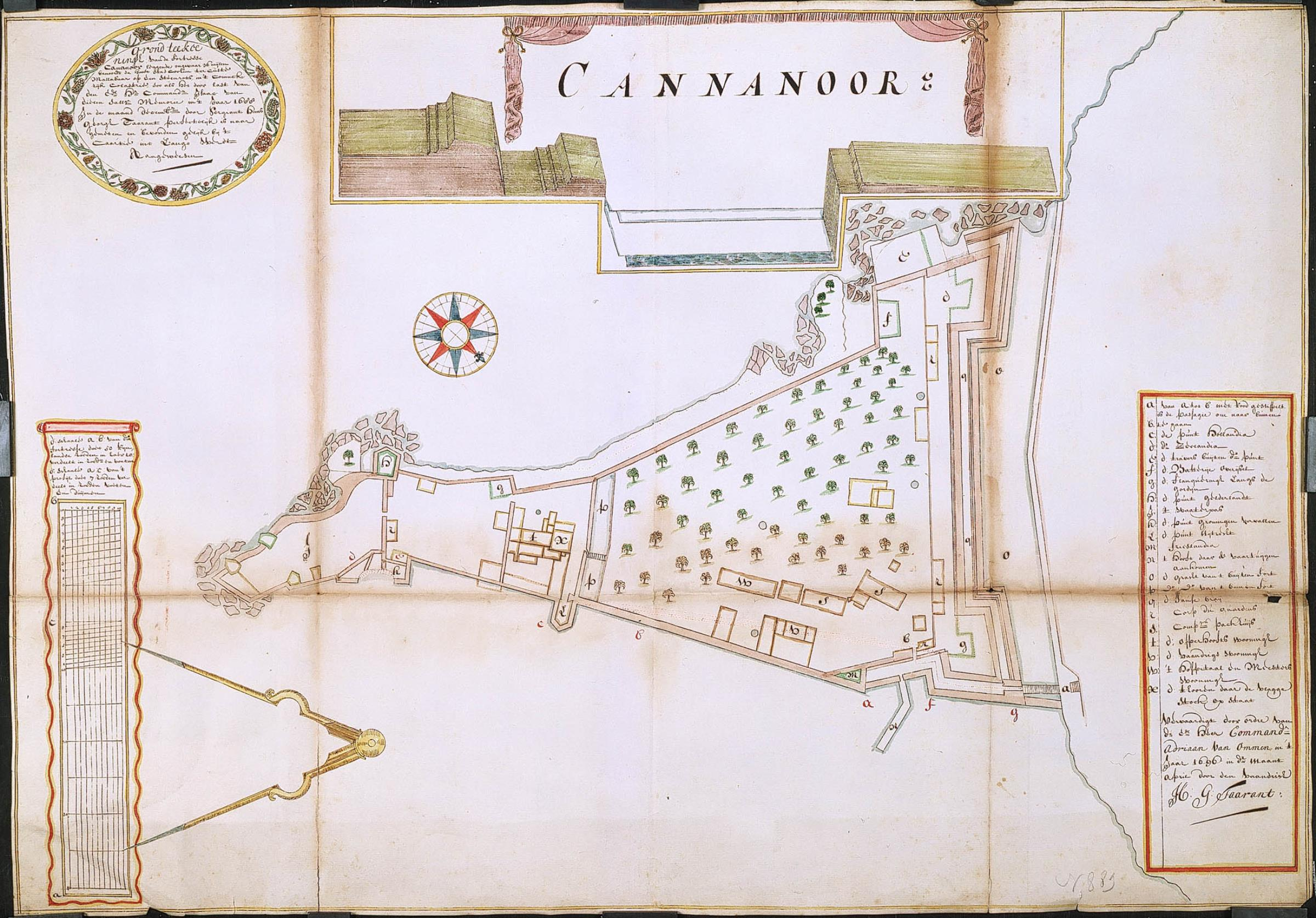
Fort Cannanoor.

Godske keerde met de retourvloot van 1663 van Herman Klenck van Odessa terug naar de Republiek. In 1665 vertrok hij opnieuw naar Azië. In augustus kwam hij op het schip de Middelburg van de Kamer van Zeeland aan in de Tafelbaai. Tijdens zijn verblijf aan de Kaap koos hij de plek waar op last van de Heren XVII het nieuwe stenen kasteel gebouwd moest worden ter vervanging van het nog door Jan van Riebeeck gebouwde aarden fort. 2 september voer hij door naar Batavia., waar hij in november aankwam. Twee dagen na zijn aankomst werd hij benoemd tot commandeur van Malabar. De op de Portugezen veroverde forten aan de Malabarkust vielen onder het bestuur van Ceylon, waar Van Goens nu gouverneur was. Het idee van de Heren XVII en de Raad van Indië was om de meeste forten aan de plaatselijke vorsten over te dragen en een basis voor de handel te behouden in Cochin in bondgenootschap met de radja daar. Het omvangrijke, organisch gegroeide Portugese fort zou vervangen moeten worden door een klein, modern vierkant fort. Van Goens had echter dankzij zijn militaire successen veel invloed op het beleid, en had grootsere plannen voor de VOC. Een rol zoals de Portugezen gespeeld hadden: heerser aan de kust en arbiter in lokale tegenstellingen. Van Ceylon wilde hij een tweede Batavia maken. Godske verkeerde hierdoor in een lastige positie. De forten werden niet overgedragen, het nieuwe fort van Cochin werd veel groter dan gepland, en ook het fort van Cannanore moest van Van Goens aanzienlijk worden versterkt, terwijl Godske het had willen verkleinen tot een enkele toren met een twintigtal soldaten. Tegelijkertijd was het op de grillige, langgerekte kust veel moeilijker dan gedacht om een pepermonopolie te bewerkstelligen. De opbrengsten van de peperhandel wogen daardoor niet op tegen de kosten van de forten en de arbitrage in de conflicten tussen de radja van Cochin en de samorijn van Calicut, waarvoor een militaire aanwezigheid noodzakelijk was. Godske kreeg hierdoor al vrij snel ruzie met Van Goens, en in 1667 vroeg hij de Raad van Indië om vervangen te worden. Hij werd opgevolgd door Lucas van der Dussen, ondanks de door Van Goens uitgesproken voorkeur voor Hendrik van Reede. Hagenaar Godske en Delftenaar Van der Dussen kenden elkaar uit Ceylon en waren met Hulft in Kandy geweest. Ze werden door de Raad van Indië 'twee taye en harde quasten' genoemd. De Raad van Indië zou in 1675 mede op basis van Godskes memorie van overdracht aan Van der Dussen de Heren XVII adviseren om 'voortaan van het verder fortificeeren aldaar te supercedeeren' en de werken te laten zoals ze stonden. Ook van der Dussen kreeg het overigens aan de stok met Van Goens, en ook hij zou na twee jaar opstappen, alsnog opgevolgd door Van Reede.

## Directeur van Perzië
Godske werd in september 1667 benoemd tot directeur in Perzië. Het hoofdkantoor was in Gamron aan de Rode Zee, een ex-vissersdorp dat na de vernietiging van Hormuz diens havenfunctie had overgenomen en door de Perzen Bandar-i Abbas werd genoemd. Het werd er in de zomer tegen de 40 graden. Godske liet vanuit Gamron al spoedig weten dat hij de boeken niet in orde bevond. In Perzië waren vanaf 1623 door de koopman Huibert Visnich factorijen gesticht in zowel Gamron als Isfahan, en karavanserais in Lar en Shiraz. Vooral de handel in ruwe zijde was toen zeer lucratief, maar daarna was de inkoopprijs gestegen, terwijl Europese, Bengaalse en Chinese zijde van betere kwaliteit waren. In Godskes tijd lag de focus daarom op de verkoop van specerijen, met name peper, die door de Perzische handelaren betaald werden met edelmetaal zoals Europese gouden dukaten die ze uit hun handel op Aleppo verkregen. Met goud kon de VOC in Azië weer andere producten kopen. Edelmetaal mocht eigenlijk niet uitgevoerd worden van de sjah, maar het was vrij eenvoudig om de munten het land uit te smokkelen, bijvoorbeeld in balen zijde.
In april 1670 droeg hij zijn functie wederom over aan Lucas van der Dussen en vertrok de 28e met het jacht Nieuwenhove naar Batavia. Onderweg nam hij in Cochin een brief van de radja aan gouverneur-generaal Maetsuycker mee, waarin hij vroeg om commandeurs niet meer zo snel over te plaatsen, net als ze ter plekke voldoende kennis over zijn rijk hadden opgedaan. Eind augustus kwam Godske weer terug in Batavia, waar hij in november werd benoemd tot bevelhebber van de retourvloot naar de Republiek.

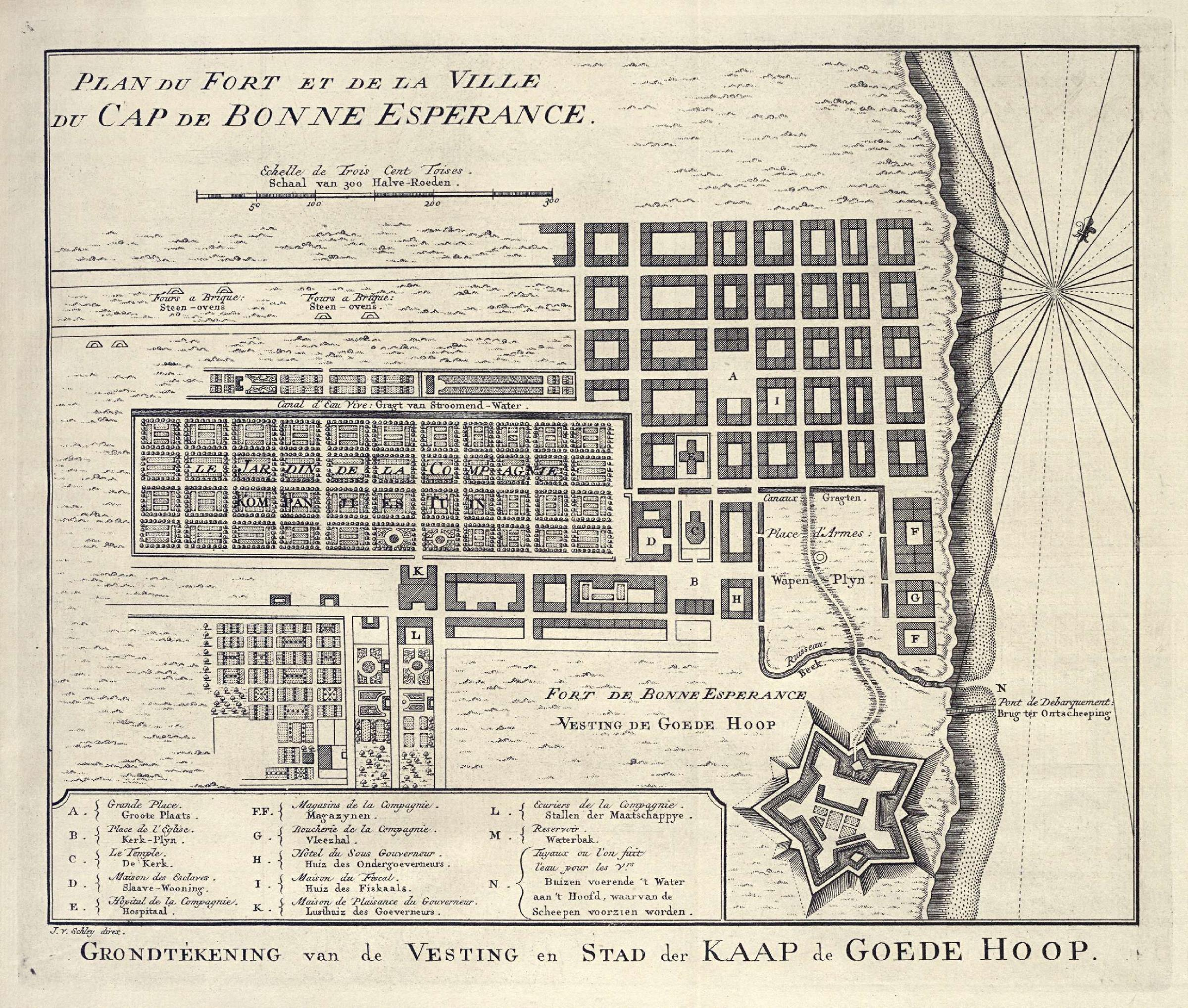
De stad en het nieuwe kasteel van de Kaap de Goede Hoop.

Tijdens het verblijf aan de Kaap, waar de vloot op 1 februari aankwam, trad hij zoals gebruikelijk voor bevelhebbers van retourvloten op als commissaris. Deze moest onderzoeken hoe de zaken er ter plekke voor stonden en eventueel maatregelen nemen. Godske gaf onder andere opdracht om de bouw van het stenen fort te versnellen, en besloot om meer dan 300 soldaten van passerende schepen te lichten ter versterking van het garnizoen. Dit vanwege de dreigende oorlog met Engeland. Op 23 februari overhandigde hij zijn instructies aan de commandeur Pieter Hackius, en drie dagen later vertrok de vloot naar de Republiek. Hij kwam daar aan met 18 schepen met een lading met een inkoopwaarde van meer dan 5 miljoen gulden.

## Gouverneur van de Kaap de Goede Hoop
In de Republiek werd hij een jaar later benoemd tot gouverneur van de Kaap. Pieter Hackius was in november overleden, en werd tijdelijk waargenomen door Albert van Breugel, die daarna secunde onder Godske werd. Godske was de eerste bestuurder aan de Kaap met de titel gouverneur. Hij stelde ook als voorwaarde dat hij nooit aan een bezoekende commissaris ondergeschikt zou zijn, waar de Heren XVII in toestemden. In mei vertrok hij vanaf Texel en was op 2 oktober 1672 weer terug aan de Kaap. Hij was inmiddels ook benoemd tot buitengewoon raad van Indië (raad extra-ordinaris).
De Kaap de Goede Hoop was geen handelspost maar een verversingsstation voor passerende schepen. Vee werd gekocht van in de omgeving levende Khoikhoi stammen. In deze tijd leefden er tussen de 300 en 400 Nederlanders. Godske leidde met harde hand de bouw van het nieuwe kasteel de Goede Hoop. Zelfs de soldaten moesten er aan meewerken, zonder extra loon. Haast was nu geboden omdat de Republiek inmiddels in oorlog was met zowel Engeland als Frankrijk. Godskes opvolger Johan Bax van Herenthals en zijn vrouw hielpen later nog zelf mee bij het graven van de omringende gracht. Desondanks werd het kasteel later door velen als een mislukt werk beschouwd omdat het vanaf hoger liggend terrein bestreken werd. Van Goens noemde de zaak gedaan en onherstelbaar. Ingenieurs stelden echter dat er geen enkele plek was die de Tafelbaai bestreek, die niet zelf door hoger terrein bestreken werd. Bovendien had Godske de proef op de som genomen door het zwaarste kanon dat schepen konden vervoeren naar de dichtstbijzijnde hoger gelegen plek te laten vervoeren en het fort te beschieten, wat niet lukte. Naast het versterken van de defensie zocht Godske ook de aanval. Hij stuurde vier schepen onder Jacob de Geus naar Sint Helena, dat in 1659 door de Engelse Oost-Indische Compagnie aan de VOC ontnomen was. Op 12 januari veroverden ze het eiland. In mei namen de Engelsen het echter weer terug.

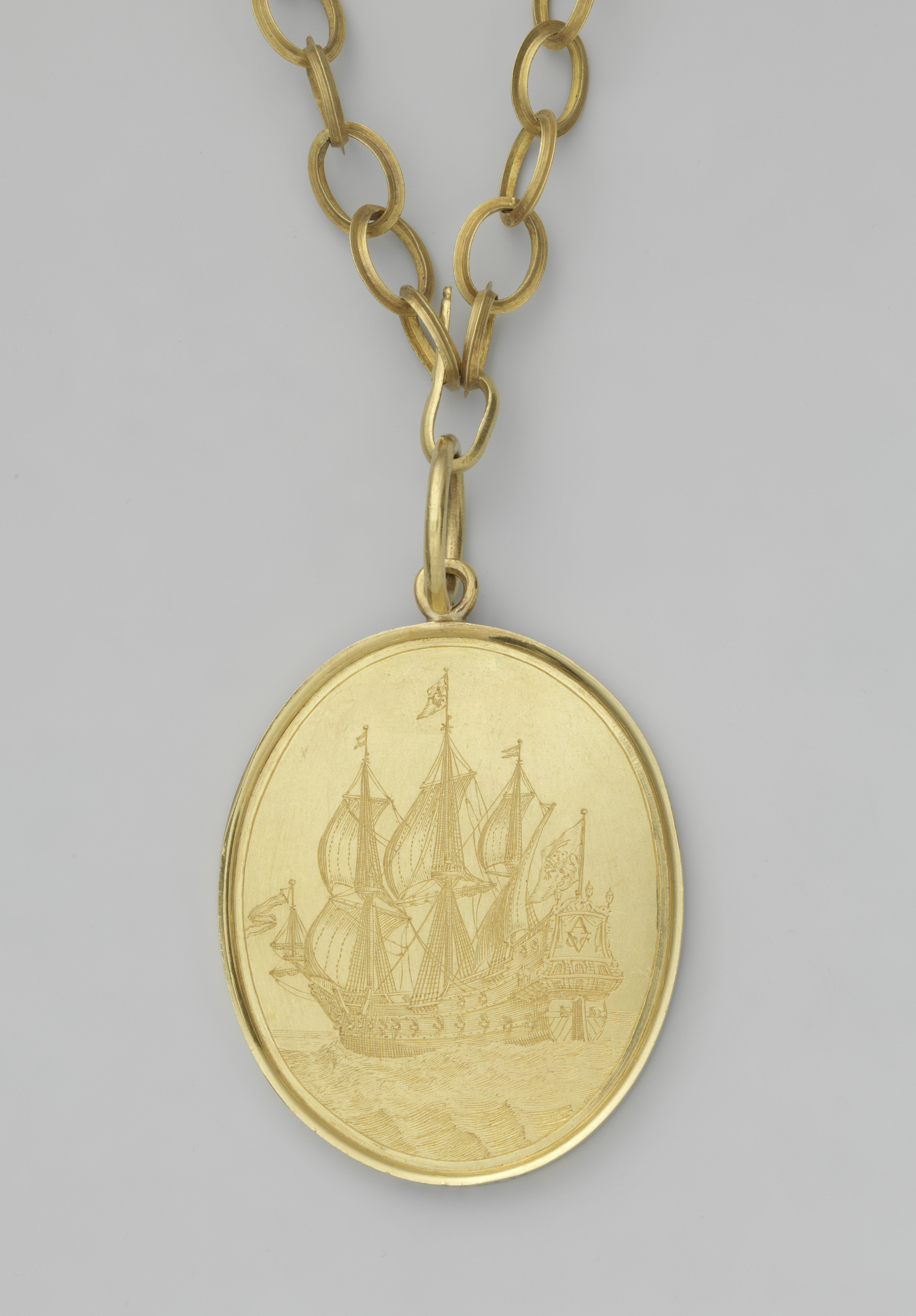
De gouden erepenning die Godske kreeg van de VOC.

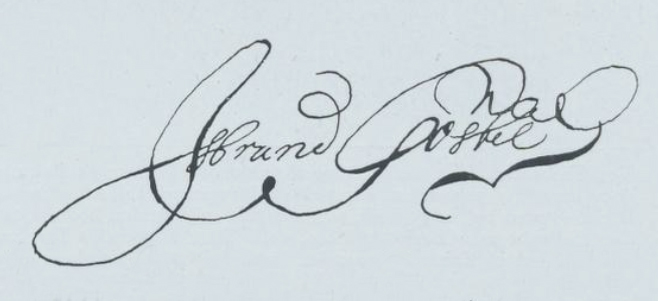
Godske's handtekening op een Kaaps document.

Er begon in deze tijd aan de Kaap een kolonie te ontstaan van ex-VOC medewerkers (vrijburgers) die land ontgonnen en boerderijen opzetten. Godske had daarom regelmatig te doen met conflicten over land en vee tussen boeren en een van de Khoikhoi stammen, de Chochoqua. Onder aanvoering van hun leider Gonnema voerden zij aanvallen uit op de boerderijen. De Khoikhoi en de boeren werden in deze conflicten gelijk behandeld. Godske organiseerde enkele expedities van compagniesoldaten en vrijburgers, onder leiding van de militair Jeronimus Cruse, om 'Gonnemase Hottentots als publique vijanden op te soeken' en gestolen vee terug te halen. Hierbij werd een alliantie gesloten met een stam waarmee de Chochoqua in oorlog waren, de Chainouqua. Dit staat bekend als de Tweede Khoikhoioorlog. In juni 1677 boden de Chochoqua vrede aan, en werd er een verdrag gesloten waarbij ze beloofden jaarlijks 30 stuks vee te leveren voor de retourvloot, en geen vee meer te stelen van de boerderijen.
Godske was toen al vertrokken. Begin 1674 hadden de Engelsen de oorlog opgegeven en in maart was er zelfs een speciaal verdrag gesloten tussen de Engelse en Nederlandse compagnieën waarin ze afspraken elkaars eer en winst te bevorderen. Godske vroeg de Heren XVII toen om aflossing. Op 14 maart 1676 werd hij opgevolgd door Bax van Herenthals, daarvoor commandeur van Galle. Godske sloot zich als vice-admiraal aan bij de retourvloot van Nicolaas Verburg. Deze had specifiek aan de Raad van Indië verzocht om aan de Kaap als commissaris op te mogen treden, wat door Maetsuycker was toegestaan. Godske maakte er geen probleem van. Beide schreven lijvige rapporten over de Kaap voor de Heren XVII. De vloot arriveerde in juli 1676 in Nederland. Godske werd door de Heren XVII vereerd met een gouden ketting met een erepenning ter waarde van 800 gulden. Op de achterkant van de penning stond: 'Tot betuyginge dat de diensten die d'E. Ysbrandt Gotske, geweest Synde Raet extraordinaris, en laatst Goeverneur aen de Cabo de Bonne Esperance, aen de Nederlandsche OostIndische Compagnie in verscheyde gelegentheden heeft gedaan, en gepresenteert, en noch jonghst in 't opbouwen van het Casteel aen de Cabo de Bonne Esperance geordoneert de gemelte Compagnie aengenaem sijn, en daer in genoegen gegeven heeft, is Sijn E. dese Kettingh en Medaille vereert.'
Godske stierf op 29 september 1691 in zijn geboortestad Den Haag. Hij werd begraven in de Hofkapel op het Binnenhof. Bij een verbouwing in 1770 vond men daar in een kelder vele graven, waaronder het zijne. Er stond op: 'Hier onder rust den Ed. Manhaften Heere Isbrand Goske, in syn leven Raet van Indien en gouverneur van de Caap de Bonne Esperance, sterft den 29en september, anno 1691'.